# Beckwithia glacialis
Ranunculus glacialis là một loài thực vật có hoa trong họ Mao lương. Loài này được (L.) Á.Löve & D.Löve mô tả khoa học đầu tiên năm 1956.

## Hình ảnh

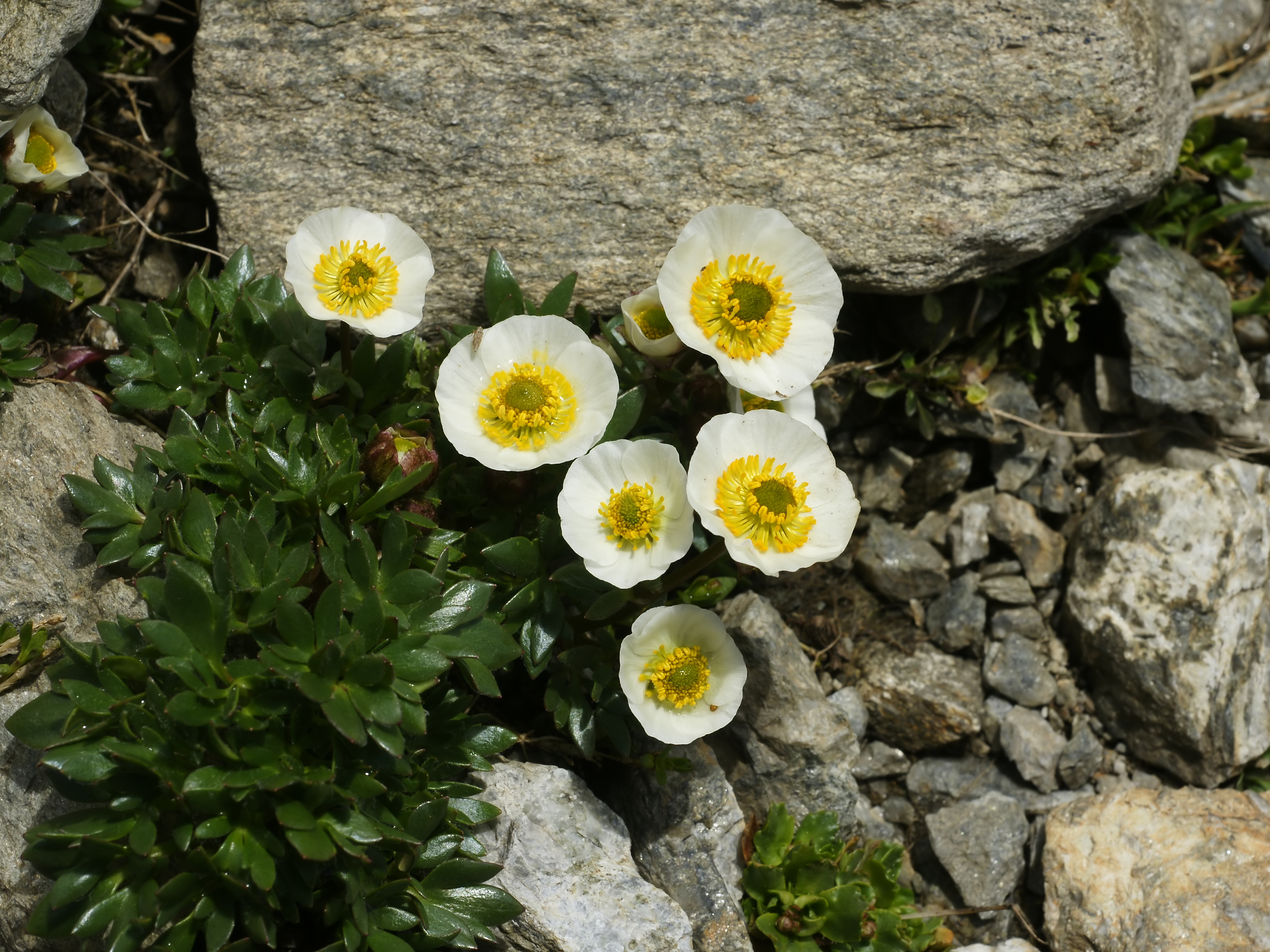
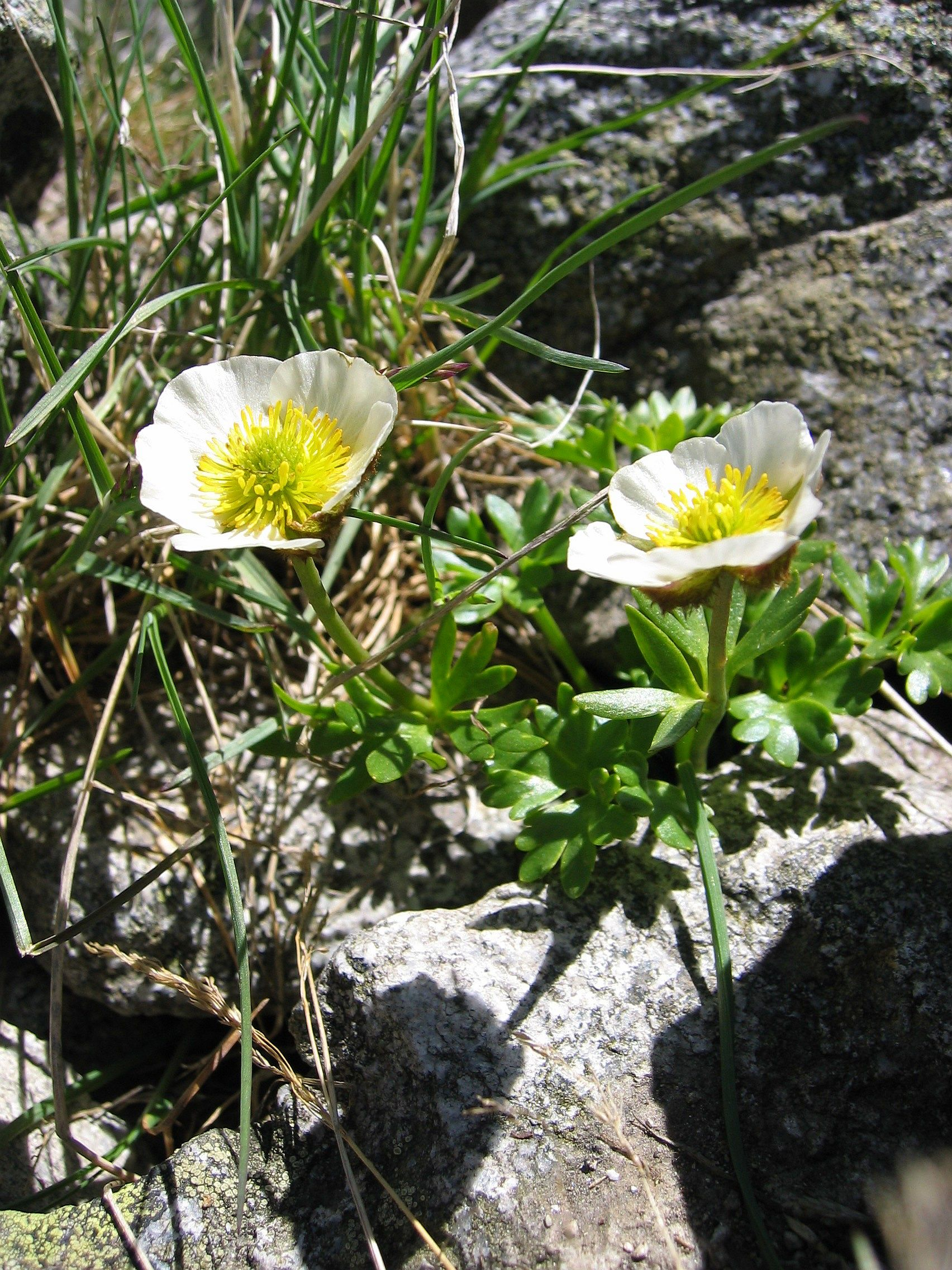
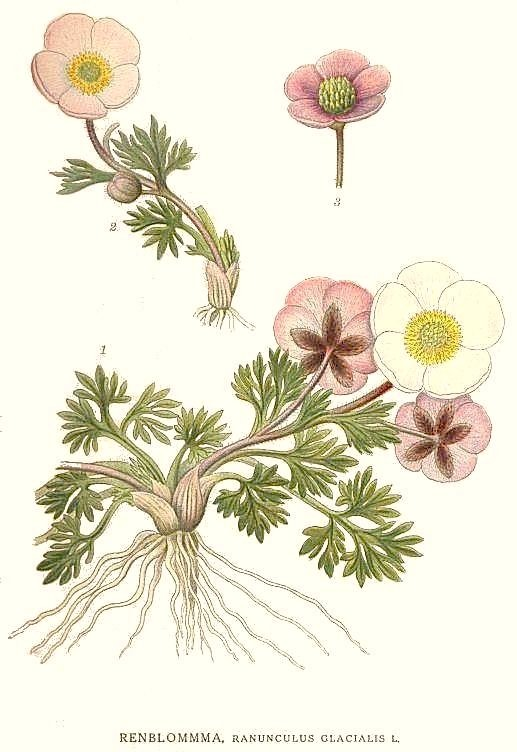
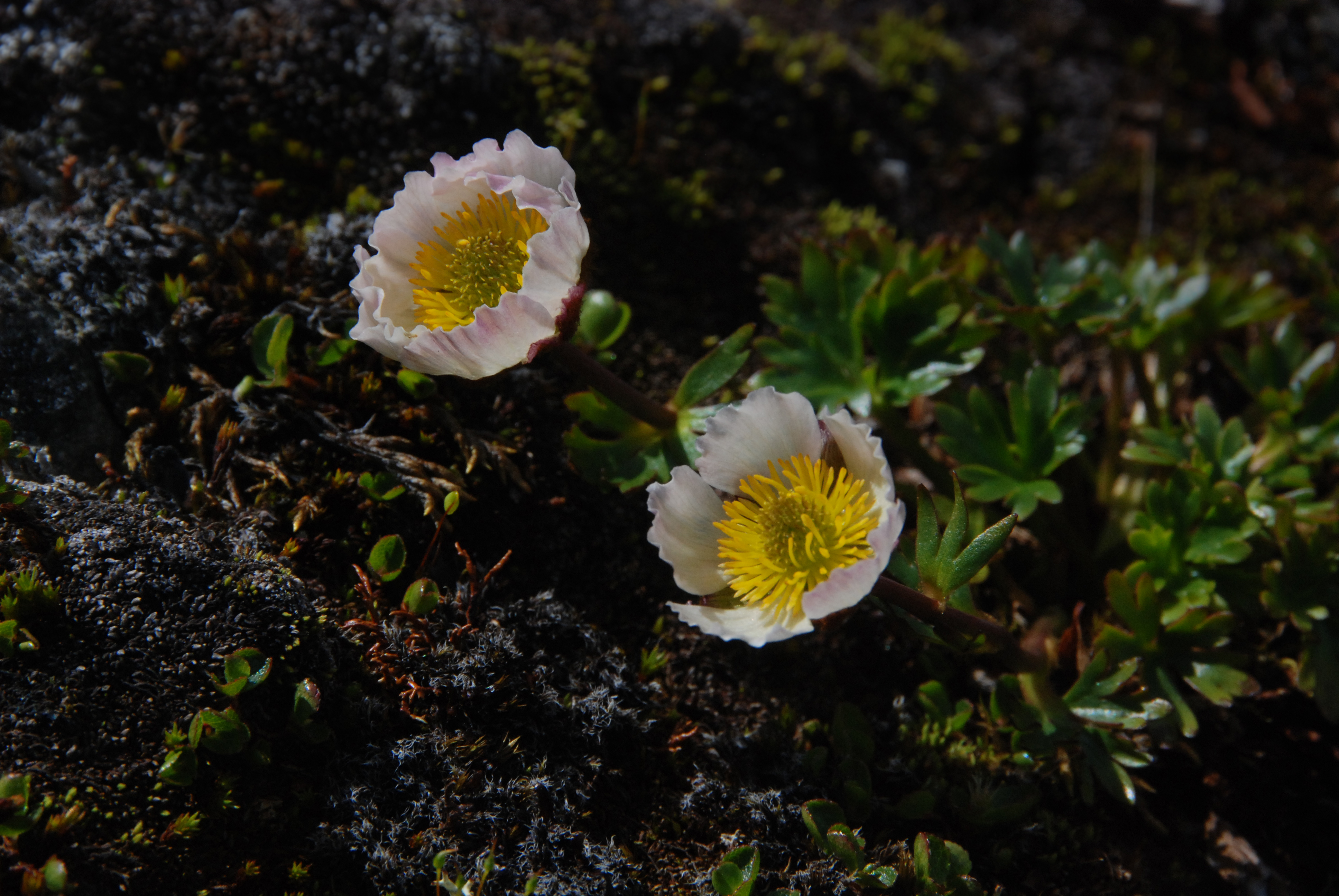